# 达利奇美术馆
达利奇美術館（英語：Dulwich Picture Gallery），或譯达利奇画廊，是位於英國倫敦南部达利奇的一座美術館。达利奇美術館是英國首個對一般公眾開放的美術館，美術館建築由新古典主義建築家約翰·索恩設計，開館於1817年。达利奇美術館的連續展覽室設計和使用自然光的思想等建築設計理念對之後的美術館建築都產生很大影響，美術館本身也是英國頂級的美術館之一。

## 外部連結
- DPG website （页面存档备份，存于）
- 达利奇美术馆, 以编号1040942注册于英格兰和威尔士慈善委员会

- Russell Vernon obituary （页面存档备份，存于）, Daily Telegraph
- Dulwich Picture Gallery Virtual Tour

51°26′46″N 0°05′11″W / 51.44611°N 0.08639°W